# Медведєв Геннадій Миколайович
Генна́дій Микола́йович Медве́дєв (*7 лютого 1975, Київ) — колишній український футболіст.

## Кар'єра
Вихованець київського футболу. Перебував у клубній структурі «Динамо» (Київ), у якій виступав лише у складі третьої команди, яка у той час змагалася в аматорських турнірах.
Першим професійним клубом гравця стало друголігове «Дніпро» (Черкаси), до складу якого він приєднався 1995 року. Першу половину 1997 року провів в іншій друголіговій команді — київському ЦСКА-2. Влітку 1997 року перейшов до кіровоградської «Зірки», у складі якої 3 серпня 1997 року дебютував в матчах вищої ліги чемпіонату України.
1998 року перейшов до іншого представника елітного дивізіону національної першості — полтавської «Ворскли-Нафтогаз». Спочатку виступи за головну команду клубу чергував з іграми за другу команду, у 1999—2000 перебував в оренді в кременчуцькому «Адомсі». Повернувшись до Полтави поступово завоював стабільне місце в основному складі, ставши одним з ключових захисників «Ворскли».
У травні 2010 року 35-річний футболіст, який мав на той час в активі 231 матч у складі «Ворскли», уклав новий однорічний контракт з командою, проте в кінці того ж року вирішив закінчити кар'єру.

## Статистика
Станом на 26 травня 2011 року.
| Сезон     | Клуб                 | Ліга         | Чемпіонат | Чемпіонат | Кубок | Кубок | Єврокубки | Єврокубки |
| Сезон     | Клуб                 | Ліга         | Ігри      | Голи      | Ігри  | Голи  | Ігри      | Голи      |
| --------- | -------------------- | ------------ | --------- | --------- | ----- | ----- | --------- | --------- |
| 1993-1994 | «Динамо-3»           | ААФУ         | 22        | 0         | 0     | 0     | 0         | 0         |
| 1994-1995 | «Динамо-3»           | ААФУ         | 17        | 0         | 0     | 0     | 0         | 0         |
| 1994-1995 | «Дніпро» (Черкаси)   | Друга ліга   | 6         | 0         | 0     | 0     | 0         | 0         |
| 1995-1996 | «Дніпро» (Черкаси)   | Друга ліга   | 31        | 3         | 1     | 0     | 0         | 0         |
| 1996-1997 | «Дніпро» (Черкаси)   | Друга ліга   | 20        | 0         | 0     | 0     | 0         | 0         |
| 1996-1997 | ЦСКА-2 (Київ)        | Друга ліга   | 15        | 0         | 0     | 0     | 0         | 0         |
| 1997-1998 | «Зірка» (Кіровоград) | Вища ліга    | 17        | 0         | 2     | 0     | 0         | 0         |
| 1997-1998 | «Зірка-2»            | Друга ліга   | 8         | 0         | 0     | 0     | 0         | 0         |
| 1998-1999 | «Ворскла-2»          | Друга ліга   | 10        | 1         | 1     | 0     | 0         | 0         |
| 1998-1999 | «Ворскла-Нафтогаз»   | Вища ліга    | 12        | 0         | 0     | 0     | 0         | 0         |
| 1999-2000 | «Ворскла-2»          | Друга ліга   | 1         | 0         | 0     | 0     | 0         | 0         |
| 1999-2000 | «Ворскла-Нафтогаз»   | Вища ліга    | 0         | 0         | 0     | 0     | 0         | 0         |
| 1999-2000 | «Адомс» (Кременчук)  | Друга ліга   | 21        | 1         | 3     | 1     | 0         | 0         |
| 2000-2001 | «Ворскла-2»          | Друга ліга   | 2         | 0         | 1     | 0     | 0         | 0         |
| 2000-2001 | «Ворскла-Нафтогаз»   | Вища ліга    | 13        | 0         | 0     | 0     | 0         | 0         |
| 2000-2001 | «Адомс» (Кременчук)  | Друга ліга   | 13        | 3         | 0     | 0     | 0         | 0         |
| 2001-2002 | «Ворскла-2»          | Друга ліга   | 4         | 0         | 0     | 0     | 0         | 0         |
| 2001-2002 | «Ворскла-Нафтогаз»   | Вища ліга    | 19        | 0         | 2     | 0     | 0         | 0         |
| 2002-2003 | «Ворскла-2»          | Друга ліга   | 9         | 0         | 0     | 0     | 0         | 0         |
| 2002-2003 | «Ворскла-Нафтогаз»   | Вища ліга    | 15        | 0         | 5     | 0     | 0         | 0         |
| 2003-2004 | «Ворскла-2»          | Друга ліга   | 3         | 0         | 0     | 0     | 0         | 0         |
| 2003-2004 | «Ворскла-Нафтогаз»   | Вища ліга    | 20        | 0         | 2     | 0     | 0         | 0         |
| 2004-2005 | «Ворскла-Нафтогаз»   | Вища ліга    | 23        | 1         | 2     | 1     | 0         | 0         |
| 2005-2006 | «Ворскла»            | Вища ліга    | 26        | 1         | 4     | 0     | 0         | 0         |
| 2006-2007 | «Ворскла»            | Вища ліга    | 29        | 0         | 1     | 0     | 0         | 0         |
| 2007-2008 | «Ворскла»            | Вища ліга    | 29        | 0         | 4     | 0     | 0         | 0         |
| 2008-2009 | «Ворскла»            | Прем'єр-ліга | 23        | 0         | 5     | 0     | 0         | 0         |
| 2009-2010 | «Ворскла»            | Прем'єр-ліга | 23        | 0         | 0     | 0     | 2         | 0         |
| 2010-2011 | «Ворскла»            | Прем'єр-ліга | 10        | 0         | 2     | 0     | 0         | 0         |